# 오츠마 예후디트

로고

오츠마 예후디트(히브리어: עָצְמָה יְהוּדִית, "유대인의 힘")은 이스라엘의 극우파 정당이다. 2012년 11월 13일 국가통일당에서 떨어져나온 아리에 엘다드와 미하엘 벤아리가 2013년 총선을 앞두고 오츠마 레이스라엘(히브리어: עָצְמָה לְיִשְׂרָאֵל, "이스라엘을 위한 힘")이라는 이름으로 창당하였다. 카하네주의와 반아랍주의 성향을 보이며, 이스라엘에서 불법화된 카흐당의 사상적 후계로 여겨진다. 지도자인 이타마르 벤그비르도 본래 카흐에서 활동하던 인물이다.